# Iriekle (rejon almietjewski)
Iriekle (ros. Ирекле) – wieś (dieriewnia) w Rosji, w Tatarstanie, w rejonie almietjewskim. W 2010 liczyła 224 mieszkańców.